# Segelfluggelände Steinberg bei Surwold

i7
i11
i13
Das Segelfluggelände Steinberg bei Surwold liegt in den Gemeinden Börger und Surwold im Landkreis Emsland in Niedersachsen, etwa 5 km nördlich des Zentrums von Börger.

## Flugbetrieb
Das Segelfluggelände ist mit einer 990 m langen und 30 m breiten Start- und Landebahn aus Gras (Richtung 09/27) ausgestattet. Es besitzt eine Betriebszulassung für Segelflugzeuge, Motorsegler, Luftfahrzeuge bis 2000 kg höchstzulässige Abflugmasse, soweit sie bestimmungsgemäß zum Schleppen von Segelflugzeugen oder Motorseglern Verwendung finden, und Flugmodelle mit und ohne Verbrennungsmotoren, die nicht der Zulassungspflicht gemäß §6 LuftVZO unterliegen. Als Startarten sind Eigenstart, Flugzeugschleppstart, Windenstart und Gummiseilstart zugelassen. Das Segelfluggelände dient der Nutzung durch den Luftsportverein Papenburg-Hümmling e. V. Andere Flüge bedürfen der vorherigen Genehmigung des Betreibers (PPR). Der Halter und Betreiber des Segelfluggeländes ist der Luftsportverein Papenburg-Hümmling e. V.

## Geschichte
Der Luftsportverein Papenburg-Hümmling e. V. wurde 1951 gegründet. Das Segelfluggelände Steinberg bei Surwold wurde 1953 in Betrieb genommen.